# 五氯合铟酸铯
五氯合铟酸铯是一种无机化合物，化学式为Cs2InCl5，它存在无水物和一水合物Cs2[InCl5(H2O)]。无水物为不一致（incongruently）熔体，包晶温度428 °C，InCl52−具有四面体和八面体结构（对比溴代类似物由溴桥连接）。它的一水合物可由氯化铟和氯化铯在盐酸中加热反应，再降温结晶得到，其中的[InCl5(H2O)]2−为八面体构型。